# Biostar Microtech International
 (octobre 2024).
Si vous disposez d'ouvrages ou d'articles de référence ou si vous connaissez des sites web de qualité traitant du thème abordé ici, merci de compléter l'article en donnant les références utiles à sa vérifiabilité et en les liant à la section « Notes et références ».

Carte mère Biostar TA990FXE.

Biostar Microtech International est un constructeur de matériel informatique fondé en 1986, et basé à Hsintien, Taïwan.
La société est principalement connue pour la fabrication de cartes graphiques et de cartes mères. L'entreprise vend ses produits aux États-Unis, Canada, Europe, et Asie. L'entreprise a reçu la certification ISO 9001 en 1999.
D'abord fondé sous le nom BIOSTAR Group en 1986, l'entreprise devient Biostar Microtech International le 29 août 1990.
En 2018, elle acquiert 51% de Silver Connection Co., Ltd.